# Saint-Georges-de-Rouelley
Saint-Georges-de-Rouelley är en kommun i departementet Manche i regionen Normandie i norra Frankrike. Kommunen ligger i kantonen Barenton som tillhör arrondissementet Avranches. År 2022 hade Saint-Georges-de-Rouelley 529 invånare.

## Befolkningsutveckling
Antalet invånare i kommunen Saint-Georges-de-Rouelley
| Referens: INSEE |